# Flog
Flog – fałszywy blog, który w odróżnieniu od splogów jest pisany przez człowieka. Flogerzy podszywając się pod zwykłych użytkowników internetu są w rzeczywistości opłacani przez sponsorujące ich firmy. Ich wpisy na blogach mają na celu w ukryty dla innych osób rozreklamować produkty bądź usługi danej firmy. Poza tym flogerzy nawiązują bezpośredni kontakt z potencjalnymi klientami danej firmy i wpływają na rzetelność komunikacji z nimi, przedstawiając reklamowaną firmę zawsze w dobrym świetle.